# Бигхорн (река)

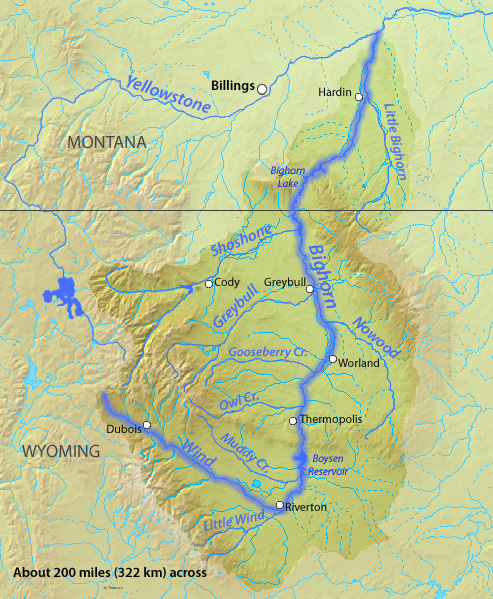
Бассейн Бигхорна

Би́гхорн (Биг-Хорн, Биг-Горн-Ривер; англ. Bighorn River) — река на северо-западе штата Вайоминг и юге штата Монтана, США. Правый и крупнейший приток реки Йеллоустон, которая в свою очередь является притоком Миссури. Длина реки составляет 742 км (461 миля); площадь бассейна — 56 тысяч км². Расход воды — 103,2 м³/с.
В верховьях известна как Уинд (Винд-Ривер). В среднем течении, на юге штата Монтана, имеется водохранилище Бигхорн. Наиболее значительные притоки: Шошоне и Грейбулл (левые); Литл-Бигхорн и Наувуд (правые).